# Chicken Run: L'albada dels nuggets
Chicken Run: L'albada dels nuggets (títol original en anglès, Chicken Run: Dawn of the Nugget) és una pel·lícula de comèdia d'animació en stop-motion dirigida per Sam Fell, amb un guió de Karey Kirkpatrick, John O'Farrell i Rachel Tunnard, a partir d'una història original de Kirkpatrick i O'Farrell. Seqüela de Chicken Run: Evasió a la granja (2000), la pel·lícula va ser produïda per Aardman Animations, Pathé i StudioCanal. S'ha doblat i subtitulat al català.
És protagonitzada per les veus originals en anglès de Thandiwe Newton, Zachary Levi, Bella Ramsey, Romesh Ranganathan, David Bradley, Daniel Mays, Jane Horrocks, Imelda Staunton, Lynn Ferguson, Josie Sedgwick-Davies i Nick Mohammed.
Es va estrena a Netflix el 15 de desembre de 2023.
Els subtítols en català van ser obra de Silvia Hornos Nolla, que va ser nominada als XII premis ATRAE en la categoria de millor subtitulació en català per a cinema, TV, DVD o plataforma en línia.